# Blanka Burgundska, savojska grofica
Blanka Burgundska (1288. – srpanj 1348.) bila je savojska grofica. Kći burgundskog vojvode Roberta II. i princeze Agneze Francuske, Blanka se udala za Eduarda, savojskoga grofa. Brak je bila dogovorila Agneza.
Eduard i Blanka vjenčali su se  17. listopada 1307. u Burgundiji. Godine 1323., Eduard je postao savojski grof. Blankina i Eduardova kći, Ivana Savojska, 1329. udala se za vojvodu Bretanje.
Blanka je možda umrla od kuge.